# Solenopsis marxi
Solenopsis marxi är en myrart som beskrevs av Auguste-Henri Forel 1915. Solenopsis marxi ingår i släktet eldmyror, och familjen myror. Inga underarter finns listade i Catalogue of Life.